# Minami Torishima
Minami Torishima (南鳥島? letteralmente: isola meridionale dell'uccello, nota anche come isola Marcus) è un piccolo atollo giapponese disabitato dell'Oceano Pacifico occidentale. È situato 1.267 km ad est della più vicina isola giapponese, Minami Iwo Jima (Minami-iōtō), che fa parte dell'arcipelago delle Ogasawara, e 1.848 km a sud-est delle coste di Tokyo. La terra emersa più vicina è la piccola Maug Orientale delle isole Marianne, che si trova a 1.015 km in direzione ovest sud-ovest. È il punto più orientale del Giappone ed il solo territorio del paese situato ad est della fossa del Giappone.

## Amministrazione
Minami Torishima è amministrata dal Villaggio di Ogasawara, che ha sede nella lontana isola di Chichi-jima, nell'arcipelago delle Ogasawara. Il villaggio ricade sotto la giurisdizione dell'omonima Sottoprefettura di Ogasawara, a sua volta controllata dal Governo Metropolitano di Tokyo. L'atollo riveste una particolare importanza: la zona economica esclusiva (ZEE) delle acque che lo circondano, garantisce al Giappone la sovranità su 428.875 km² in più di superficie marina, che va ad aggiungersi alle altre ZEE controllate dallo Stato in virtù di tutti gli altri territori del paese.

## Storia
Il primo resoconto sull'isola è quello del navigatore spagnolo Arriola, che la scoprì nel 1694. La locazione precisa fu pubblicata dopo le spedizioni di inizio Ottocento.
Minami Torishima venne nuovamente menzionata nel 1864 dopo essere stata avvistata dalla Morning Star, una nave statunitense o hawaiiana, ed in tale occasione fu battezzata “isola Marcus”. La posizione fu accuratamente misurata con una spedizione americana del 1874, ma i primi naviganti che vi misero piede furono giapponesi, nel 1879. Il 30 giugno 1886, il giapponese Shinroku Mizutani si stabilì sull'isola, che venne ribattezzata “Mizutani”, con altri 46 coloni di Hahajima, una delle isole Ogasawara. L'Impero giapponese annetté l'isola il 24 luglio 1898, dopo che l'annessione agli Stati Uniti del 1889 non venne riconosciuta. L'isola prese il nome attuale “Minami-Tori-Shima” e fu posta sotto la giurisdizione della Sottoprefettura di Ogasawara di Tokyo.

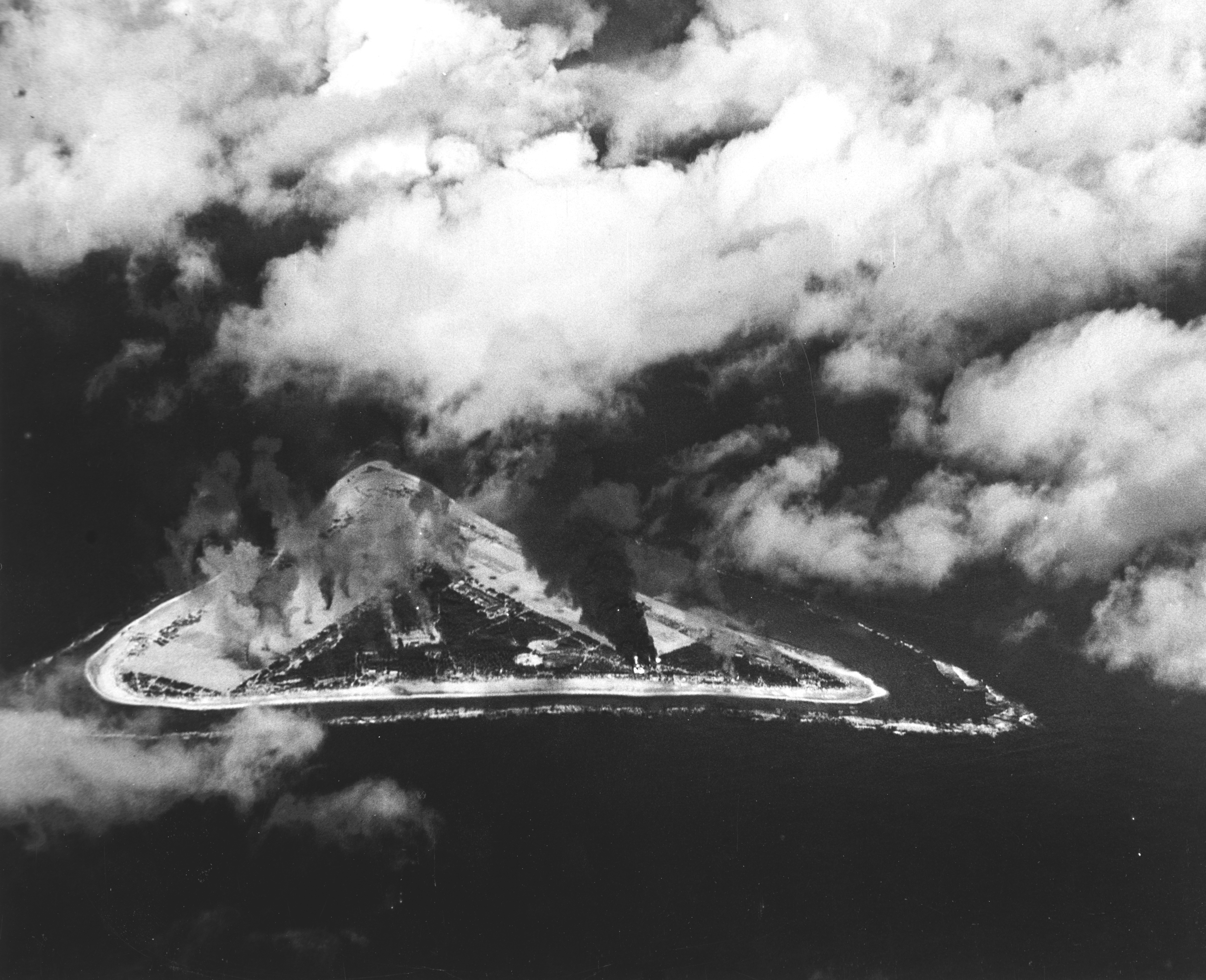
Bombardamento di Minami Torishima del 31 agosto 1943

Una nave americana del 1902 fu costretta a ritirarsi dopo aver trovato l'isola abitata dai coloni giapponesi e presidiata da un pattugliatore di Tokyo. Nel 1933 i coloni furono evacuati dal governo e nel 1935 la Marina imperiale giapponese costruì sull'isola una stazione meteorologica ed una pista di atterraggio per aerei.
Durante la seconda guerra mondiale furono stanziati nell'isola 2.747 militari giapponesi. I massicci bombardamenti della Marina Militare Americana nel 1942 e nel 1943, non riuscirono ad ottenere la capitolazione delle truppe nipponiche, che ricevettero i rifornimenti da un sottomarino fattosi strada nella circostante barriera corallina.
Alla fine del conflitto, il Trattato di San Francisco pose l'isola sotto controllo degli americani, che restituirono l'amministrazione al Giappone nel 1968.
Nel 1964, la Guardia Costiera degli Stati Uniti inaugurò a Minami Torishima una stazione per la radionavigazione LORAN-C distaccando 23 uomini a presidiarla. La stazione fu consegnata alla Forza di autodifesa marittima giapponese il 30 settembre 1993 e chiusa nel 2009.
Sull'isola vengono ora effettuati rilevamenti meteorologici ed è dotata di una piccola stazione radio. La pista di atterraggio è lunga 1.300 metri e può essere utilizzata solo da aerei medio-piccoli. L'accesso all'isola è consentito esclusivamente ai tecnici della stazione meteo.
Nel 2012, scienziati giapponesi hanno scoperto l'esistenza di 6,8 milioni di tonnellate di terre rare vicino all'isola, in grado di coprire il fabbisogno nazionale per oltre 200 anni, attualmente fornito al Giappone principalmente dalla Cina.

## Clima
| Minami Torišima (1991-2020) Fonte: JMA | Mesi        | Mesi        | Mesi        | Mesi        | Mesi        | Mesi        | Mesi        | Mesi        | Mesi        | Mesi        | Mesi        | Mesi        | Stagioni | Stagioni | Stagioni | Stagioni | Anno    |
| Minami Torišima (1991-2020) Fonte: JMA | Gen         | Feb         | Mar         | Apr         | Mag         | Giu         | Lug         | Ago         | Set         | Ott         | Nov         | Dic         | Inv      | Pri      | Est      | Aut      | Anno    |
| -------------------------------------- | ----------- | ----------- | ----------- | ----------- | ----------- | ----------- | ----------- | ----------- | ----------- | ----------- | ----------- | ----------- | -------- | -------- | -------- | -------- | ------- |
| T. max. media (°C)                     | 24,6        | 24,3        | 25,3        | 27,1        | 29,0        | 31,0        | 31,3        | 31,0        | 30,9        | 30,2        | 28,7        | 26,7        | 25,2     | 27,1     | 31,1     | 29,9     | 28,3    |
| T. media (°C)                          | 22,4        | 21,8        | 22,5        | 24,3        | 26,1        | 28,0        | 28,5        | 28,4        | 28,5        | 27,9        | 26,5        | 24,5        | 22,9     | 24,3     | 28,3     | 27,6     | 25,8    |
| T. min. media (°C)                     | 20,3        | 19,6        | 20,4        | 22,3        | 24,1        | 25,8        | 26,1        | 26,1        | 26,4        | 25,9        | 24,7        | 22,6        | 20,8     | 22,3     | 26,0     | 25,7     | 23,7    |
| T. max. assoluta (°C)                  | 29,7 (2021) | 29,0 (2001) | 30,2 (1999) | 31,9 (1955) | 34,0 (1981) | 35,0 (1957) | 35,6 (1951) | 34,7 (1951) | 35,3 (1952) | 33,5 (1985) | 34,2 (1953) | 31,6 (1952) | 31,6     | 34,0     | 35,6     | 35,3     | 35,6    |
| T. min. assoluta (°C)                  | 13,9 (1977) | 13,8 (1976) | 14,2 (1993) | 16,4 (1982) | 19,1 (1984) | 20,0 (1990) | 21,6 (1951) | 21,8 (1955) | 21,7 (1951) | 20,8 (2012) | 19,2 (1994) | 16,7 (1986) | 13,8     | 14,2     | 20,0     | 19,2     | 13,8    |
| Giorni di calura (Tmax ≥ 30 °C)        | 0,0         | 0,0         | 0,0         | 1,8         | 9,9         | 24,4        | 27,1        | 25,6        | 24,4        | 19,4        | 5,3         | 0,2         | 0,2      | 11,7     | 77,1     | 49,1     | 138,1   |
| Giorni di gelo (Tmin ≤ 0 °C)           | 0,0         | 0,0         | 0,0         | 0,0         | 0,0         | 0,0         | 0,0         | 0,0         | 0,0         | 0,0         | 0,0         | 0,0         | 0,0      | 0,0      | 0,0      | 0,0      | 0,0     |
| Nuvolosità (okta al giorno)            | 5,9         | 5,6         | 5,3         | 5,4         | 5,5         | 4,8         | 5,8         | 5,9         | 5,2         | 4,7         | 4,8         | 5,5         | 5,7      | 5,4      | 5,5      | 4,9      | 5,4     |
| Precipitazioni (mm)                    | 69,7        | 43,4        | 56,0        | 59,6        | 100,6       | 44,3        | 139,8       | 177,1       | 94,8        | 89,6        | 83,0        | 90,8        | 203,9    | 216,2    | 361,2    | 267,4    | 1 048,7 |
| Giorni di pioggia                      | 9,0         | 6,2         | 6,4         | 6,2         | 7,6         | 5,6         | 12,7        | 14,2        | 11,4        | 10,1        | 8,0         | 9,1         | 24,3     | 20,2     | 32,5     | 29,5     | 106,5   |
| Giorni di nebbia                       | 0,0         | 0,0         | 0,1         | 0,1         | 0,0         | 0,0         | 0,0         | 0,0         | 0,0         | 0,0         | 0,0         | 0,0         | 0,0      | 0,2      | 0,0      | 0,0      | 0,2     |
| Umidità relativa media (%)             | 70          | 70          | 74          | 79          | 79          | 77          | 77          | 79          | 79          | 78          | 76          | 74          | 71,3     | 77,3     | 77,7     | 77,7     | 76      |
| Ore di soleggiamento mensili           | 170,8       | 179,4       | 222,3       | 240,2       | 275,1       | 311,2       | 276,3       | 248,1       | 254,6       | 250,8       | 211,0       | 182,3       | 532,5    | 737,6    | 835,6    | 716,4    | 2 822,1 |
| Pressione a 0 metri s.l.m. (hPa)       | 1 014,7     | 1 015,5     | 1 015,7     | 1 015,5     | 1 014,2     | 1 013,6     | 1 012,2     | 1 011,0     | 1 011,7     | 1 012,9     | 1 014,6     | 1 015,0     | 1 015,1  | 1 015,1  | 1 012,3  | 1 013,1  | 1 013,9 |
| Tensione di vapore (hPa)               | 19,0        | 18,5        | 20,5        | 24,0        | 26,8        | 29,0        | 30,0        | 30,5        | 30,6        | 29,3        | 26,4        | 23,0        | 20,2     | 23,8     | 29,8     | 28,8     | 25,6    |
| Vento (direzione-m/s)                  | NNE 5,8     | NE 5,7      | NE 6,1      | E 5,5       | E 5,1       | E 4,1       | E 4,5       | E 5,4       | E 5,8       | E 6,7       | E 6,5       | ENE 6,1     | 5,9      | 5,6      | 4,7      | 6,3      | 5,6     |

## Curiosità
Nei videogiochi Pokémon di terza generazione l'isola triangolare in cui è situato il Pokémon leggendario Deoxys è basata proprio sull'isola Minami Torishima.